# Liniuța
Liniuța se poate referi la:
- un joc asemănător cu Petanque. Participanții aruncau câte o monedă, câștigătorul fiind cel ce reușește plasarea acesteia cel mai aproape de o linie trasată cu bățul pe pamânt. Uneori, liniuța era înlocuită de un zid propriu-zis. Jocul este înrudit cu mai popularul "Gropița" și face parte din cultura urbană underground de dinainte de 1989.
- o întrecere cu mașini sau motociclete, pe o distanță scurtă, în general de la un semafor până la următorul.
- Liniuță de unire - semn ortografic care servește pentru a marca rostirea împreună a două sau a mai multor cuvinte sau pentru a despărți cuvintele în silabe.